# کیتی واتسون
کیتی واتسون (انگلیسی: Katy Watson؛ زادهٔ ۲۰ اکتبر ۲۰۰۵) بازیکن فوتبال اهل انگلستان است که در پست مهاجم برای باشگاه قهرمانی زنان ساندرلند بازی می‌کند.
وی در تیم ملی فوتبال زیر ۱۹ سال زنان انگلستان بازی کرده است.